# 쯔로족
쯔로족(베트남어: người Chơ Ro / 𠊛加由)은 베트남에 거주하는 몬크메르어파의 부족이다. 대부분의 쯔로족은 동나이성, 빈즈엉성, 빈프억성, 빈투언성, 럼동성, 바리어붕따우성에 거주한다. 인구는 1999년을 기준으로 22,567명이다.
쯔로족의 새해 축제(양빠)는 쌀신을 숭배하는 목적으로 거행된다.